# 八什坪乡
八什坪乡，是中华人民共和国湖南省湘西土家族苗族自治州泸溪县下辖的一个乡镇级行政单位。

## 行政区划
八什坪乡下辖以下地区：
欧溪村、杜家寨村、花园坪村、塘食溪村、三角潭村和李什坪村。